# トム・ホーン (映画)
『トム・ホーン』（Tom Horn）は、西部開拓時代の終焉に実在した賞金稼ぎトム・ホーンの最期を描く1980年のアメリカ映画。スティーブ・マックイーンが、トム・ホーンの自伝をもとに製作総指揮と主演を務めた。撮影中に悪性の中皮腫と診断されたマックイーンの生涯最後の西部劇である。

## あらすじ
20世紀初頭の西部。かつて賞金稼ぎとして名を馳せジェロニモの追撃に貢献した伝説の男トム・ホーン（スティーブ・マックイーン）は、老いを感じる年齢となり、ワイオミング州のハガービルで牛泥棒を始末する仕事を請け負った。だが、昔ながらの早射ちで泥棒たちを射殺していくトムを、町の人々は冷酷な殺人者と見なし、敬遠した。トムは、小学校に勤める女教師のグレンドレーネ（リンダ・エヴァンス）と恋仲になるが、グレンドレーネも、生き方を変えないトムから離れて行った。
そんな折、ハガービルの町で、14歳の少年が無残に射殺される事件が起こった。目撃者はいないが、犯人は200 m離れた位置から、ライフルで命中させる腕を持っていた。トムの名声を妬む連邦保安官のジョー・ベルは、トムを罠にはめ、トムが犯行を認めたと言い立てた。
留置所に収監されても、虚無的な態度を変えないトム。ハガービルで最初にトムを雇った大牧場主のジョン・コーブルだけは、最後までトムを支持し、その無実を訴えた。しかし、時代は荒くれガンマンの存在を許さなかった。

## キャスト
| 役名                     | 俳優                         | 日本語吹替 |
| 役名                     | 俳優                         | テレビ朝日版 |
| ------------------------ | ---------------------------- | --- |
| トム・ホーン             | スティーブ・マックイーン     | 内海賢二 |
| ジョン・コーブル         | リチャード・ファーンズワース | 久米明 |
| グレンドレーネ・キンメル | リンダ・エヴァンス           | 増山江威子 |
| ジョー・ベル             | ビリー・グリーン・ブッシュ   | |
| サム・クリードモア       | スリム・ピケンズ             | |
| 検事補                   | ペーター・キャノン           | |
| 不明 その他              |                              | 金内喜久夫 仲村秀生 大久保正信 安原義人 平林尚三 北村弘一 藤本譲 清川元夢 若本紀昭 仲木隆司 玄田哲章 徳丸完 亀井三郎 田中康郎 伊井篤史 松原健二 |
|                          |                              | |
| 演出                     | 演出                         | 春日正伸 |
| 翻訳                     | 翻訳                         | 宇津木道子 |
| 効果                     | 効果                         | PAG |
| 調整                     | 調整                         | 山田太平 |
| 制作                     | 制作                         | 日米通信社 |
| 解説                     | 解説                         | 淀川長治 |
| 初回放送                 | 初回放送                     | 1984年6月24日 『日曜洋画劇場』 |

## スタッフ
- 監督: ウィリアム・ウィアード（英語版）
- 製作:  フレッド・ワイントローブ（英語版）
- 脚本: トーマス・マクゲイン（英語版）、バッド・シュレイク（英語版）
- 撮影: ジョン・アロンゾ
- 音楽: アーネスト・ゴールド
- 製作会社 = ファーストアーティスツ（ウィキデータ）、ソーラー・プロダクションズ（Solar Productions）

## その他
本作の脚本草稿はウィリアム・ゴールドマンが執筆し、監督には『突撃隊』でマックイーンとコンビを組んだ経験のあるドン・シーゲルが予定されていたが、共にマックィーンと意見の相違から降板している。
実際にホーンの墓参をワイオミング州シャイアンで済ませたマックイーンを迎え、1979年1月からアリゾナ州ツーソンで撮影が始まった。
息子のチャドウィックが助監督としてクレジットされている。

## 関連文献
- Horn, Tom. (1901) Life of Tom Horn, Government Scout and Interpreter A Vindication. Forgotten Books. 電子書籍、ISBN 9780259722106, 0259722103、OCLC 1152254539。